# Fort Pitt (Saskatchewan)
Koordinaten: 53° 39′ 0,6″ N, 109° 45′ 5,5″ W

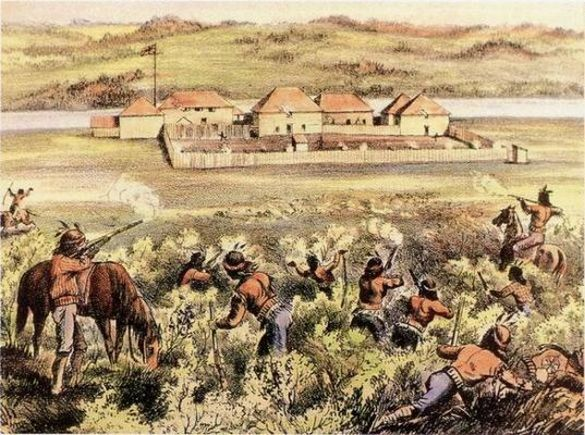
Gemälde der Schlacht von Fort Pitt

Fort Pitt war ein Handelsposten der Hudson’s Bay Company (HBC) am North Saskatchewan River in der heutigen kanadischen Provinz Saskatchewan. 
Er wurde 1830 unter der Leitung des zuvor Fort Edmonton vorstehenden John Rowand erbaut und diente dem Handel von Büffelfellen, Fleisch und Pemmikan. Zudem diente er den Expeditionen der HBC als Hauptposten zwischen Fort Edmonton und Fort Carlton. 1876 wurde im Fort der Vertrag Treaty 6 zwischen den Cree und der britischen Krone unterzeichnet, 1885 war es Schauplatz der Schlacht von Fort Pitt während der Nordwest-Rebellion. Heute dient Fort Pitt touristischen Zwecken.